# Schwalbea
Schwálbea  (лат.) — монотипный род двудольных цветковых растений, включённый в семейство Заразиховые (Orobanchaceae). Единственный вид — редкое североамериканское растение Schwalbea americana.

## Название
Родовое название Schwalbea было впервые использовано в рукописи ботаника Джона Клейтона (1686—1773). Карл Линней в 1753 году использовал это название, ссылаясь на работу 1743 года голландского ботаника Яна Фредерика Гроновиуса. Название Schwalbea происходит от фамилии другого голландского ботаника Кристиана Георга Швальбе (1691—1761).

## Ботаническое описание
Schwalbea americana — многолетнее травянистое полупаразитическое растение с прямостоячим маловетвистым густо опушённым стеблем. Листья бархатистые, сидячие, расположенные очерёдно, сильно уменьшающиеся в размере вверх по стеблю, эллиптической или ланцетовидной формы, с цельным краем.
Цветки собраны в кистевидные метёлки на конце стебля, двугубые (нижняя губа намного крупнее верхней), с двумя прицветничками. Чашечка железистоопушённая, трубчатая, ребристая, зелёная. Окраска венчика кремовая или светло-жёлтая, губы нередко с фиолетовыми прожилками.
Плод — коробочка, разделённая на четыре отделения, при созревании раскрывающаяся.
Schwalbea паразитирует на корнях таких растений, как падуб, вакциниум, зверобой, и других.

## Ареал
Schwalbea americana в настоящее время встречается в виде изолированных популяций в прибрежных штатах Флориде, Джорджии, Луизиане, Нью-Джерси, Северной Каролине и Южной Каролине. Ранее этот вид был распространён далее вглубь Северной Америки, однако из-за пожаров почти все те популяции были уничтожены.

## Таксономия
|  |                                      |  |                                                         |                                                         |                       |  | ещё 22 семейства (согласно Системе APG III) |                    |                    |                         |
|  |                                      |  |                                                         |                                                         |                       |  |                                             |                    |                    | вид Schwalbea americana |
|  |                                      |  |                                                         | порядок Ясноткоцветные                                  |                       |  |                                             |                    | род Schwalbea      |                         |
|  |                                      |  |                                                         | порядок Ясноткоцветные                                  |                       |  |                                             |                    | род Schwalbea      |                         |
|  | отдел Цветковые, или Покрытосеменные |  |                                                         |                                                         | семейство Заразиховые |  |                                             |                    |                    |                         |
|  | отдел Цветковые, или Покрытосеменные |  |                                                         |                                                         |                       |  |                                             |                    |                    |                         |
|  |                                      |  | ещё 58 порядков цветковых растений (по Системе APG III) | ещё 58 порядков цветковых растений (по Системе APG III) |                       |  |                                             | ещё более 80 родов | ещё более 80 родов |                         |
|  |                                      |  |                                                         | ещё 58 порядков цветковых растений (по Системе APG III) |                       |  |                                             |                    | ещё более 80 родов |                         |

### Синонимы
- Schwalbea australis Pennell, 1920